# Asarganj
Asarganj è una suddivisione dell'India, classificata come census town, di 5.706 abitanti, situata nel distretto di Munger, nello stato federato del Bihar. In base al numero di abitanti la città rientra nella classe V (da 5.000 a 9.999 persone).

## Geografia fisica
La città è situata a 25° 8' 60 N e 86° 40' 60 E e ha un'altitudine di 43 m s.l.m..

## Società

### Evoluzione demografica
Al censimento del 2001 la popolazione di Asarganj assommava a 5.706 persone, delle quali 3.011 maschi e 2.695 femmine. I bambini di età inferiore o uguale ai sei anni assommavano a 813, dei quali 417 maschi e 396 femmine. Infine, coloro che erano in grado di saper almeno leggere e scrivere erano 3.985, dei quali 2.299 maschi e 1.686 femmine.